# Arturo Simont
Arturo Simont Cerón (23 luglio 1972) è uno schermidore messicano.

## Palmarès
In carriera ha conseguito i seguenti risultati:
- Giochi Panamericani:

Winnipeg 1999: bronzo nella spada individuale.